# Habrovany (Vyškovi járás)
Habrovany település Csehországban, Vyškovi járásban. Habrovany Rousínov, Tučapy, Nemojany, Komořany és Olšany településekkel határos. Lakosainak száma 920 fő (2024. január 1.).

## Népesség
A település lakosságának változását az alábbi diagram mutatja:
| Lakosok száma | 789  | 832  | 958  | 840  | 783  | 743  | 826  | 839  | 878  | 920  |
|               | 1869 | 1890 | 1921 | 1950 | 1980 | 2001 | 2017 | 2019 | 2022 | 2024 |